# Szczęściara (powieść)
Szczęściara – autobiograficzna powieść amerykańskiej pisarki Alice Sebold z 1999 roku, opowiadająca historię gwałtu, którego ofiarą padła w wieku osiemnastu lat.
W wieku osiemnastu lat Alice Sebold, studentka Syracuse University, została brutalnie zgwałcona przez czarnoskórego mężczyznę. Przesłuchujący ją policjant powiedział, że w porównaniu z młodą kobietą zamordowaną w tym samym miejscu, może uważać się za szczęściarę. I właśnie tego "szczęścia" dotyczy jej wstrząsająca autobiograficzna opowieść. O tym, jak z trudem budowała nowe życie, jak dzięki niezwykłemu hartowi ducha, uporowi i zawziętości udało jej się przetrwać załamanie psychiczne oraz doprowadzić do ujęcia i skazania na wieloletnie więzienie sprawcy gwałtu, którego rozpoznała na ulicy. Alice potrzebowała aż 10 lat, by przezwyciężyć skutki traumatycznych przejść. Dokonała tego m.in. dzięki kontaktowi z innymi zgwałconymi kobietami oraz opublikowaniu szczerego wyznania w magazynie "The New York Times", na kanwie którego powstała ta książka.